# Armenischer Ritus
Der armenische Ritus (auch: armenische Liturgie) ist der Gottesdienst der armenisch-apostolischen und der armenisch-katholischen Kirche. Er umfasst eine große Fülle einzelner Feste und Riten, die im Lauf der Geschichte ihre Gestalt zudem mehr oder minder tiefgreifend verändert haben. Eine heutigen Ansprüchen genügende Gesamtdarstellung in westlichen Sprachen fehlt. Daher werden hier vorrangig Übersetzungen aus den liturgischen Büchern der armenischen Kirchen sowie begleitende Untersuchungen angeführt.

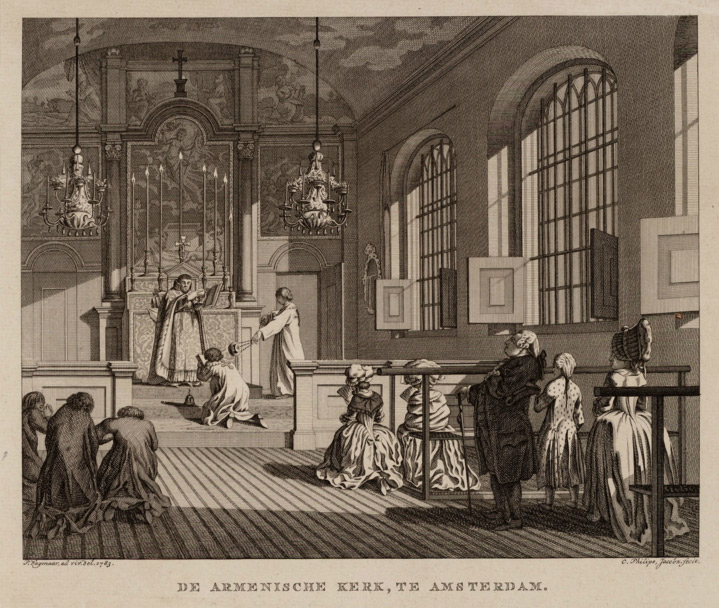
Eucharistiefeier in der armenischen Kirche zu Amsterdam, 18. Jahrhundert

## Liturgiegeschichte
Der armenische Ritus entwickelte sich ab dem 5. Jahrhundert auf der Grundlage der Liturgie von Jerusalem mit Einflüssen aus Kappadokien und dem syrischen Raum. Im Mittelalter, näherhin Mitte 12. bis Ende 14. Jahrhundert, übten der byzantinische Ritus der Griechen und, namentlich in und über Kilikien (Kleinarmenien), der römische Ritus der lateinischen Kirche einen spürbaren Einfluss auf Texte, Zeremoniell und liturgische Gewänder aus.

## Sakramentale Feiern

### Eucharistie
In der Ordnung der armenischen Eucharistiefeier spiegeln sich anfänglich mesopotamisch-syrischer und kappadokischer, nachfolgend (ab dem 5. Jahrhundert) Jerusalemer, dann (ab ca. 1000) byzantinischer, schließlich (Kreuzzugszeit) lateinischer Einfluss. Wie gewöhnlich gibt die von einem Bischof geleitete Feier (Pontifikalliturgie) die Vollform ihrer Gestalt wieder. Als einzige der Ostkirchen pflegt die armenische dem Messwein kein Wasser beizumischen und wurde dafür in Ost wie West lange kritisiert, da man dies als Bekenntnis zum Monophysitismus verstand. Das eucharistische Brot wird ohne Sauerteig bereitet.
Von mehreren in armenischer Sprache bekannten Hochgebeten ist heute allein die nach Athanasios von Alexandrien benannte Anaphora in Gebrauch. Sie ist noch vor Ende des 10. Jh. zur gewöhnlichen Anaphora der armenischen Kirche geworden und gilt als Übersetzung aus dem Griechischen. In der Forschung wird sie bald auf Gregor von Nazianz, bald auf eine ältere Version der armenischen Basilius-Anaphora zurückgeführt oder als Komposittext betrachtet.
Die wichtigsten armenischen Liturgiekommentare stammen von Xosrov Anjewacʿi (Chosroes d. Gr.), ca. 900–963, und Nersēs Lambronacʿi, Bischof v. Tarsos in Kilikien, 1175–1198, sowie Yovhannēs Arčišecʿi, ca. 1260–1130.
Texte:
(a) Armenisch-orthodox:
- Divine liturgy. Armenian Orthodox Church. Comp. by Nareg Alemezian. Armenian Catholicosate of Cilicia, Department for Ecumenical Relations, Antelias 2001.
- Deacon's Guidebook in the Divine Liturgy by Archbishop Torkom Manoogian. 3. Auflage, Diocese of the Armenian Church of America 1992.
- Das Mysterium der Heiligen Liturgie der Armenischen Apostolischen Kirche. Armenischer Text und deutsche Übersetzung. Herausgegeben und übersetzt von Diradur Sardaryan und Gabriele Winkler. Hl. Etschmiadzin, Wagharschapat 2012, ISBN 978-9939-59-108-7.

(b) Armenisch-katholisch:
- Vahan Inglisian (Bearb.): Die heilige Meßliturgie nach dem armenischen Ritus, mit einer Einleitung. 2., verbesserte Auflage, Verlag der Mechitharisten-Kongregation, Wien 1995.
- Divina Liturgia in Rito Armeno. S. Lazzaro, Casa Editrice Armena, Venedig 1993.

Hochgebete:
(a) In Gebrauch:
- Hans-Jürgen Feulner: Die armenische Athanasius-Anaphora. Kritische Edition, Übersetzung und liturgievergleichender Kommentar. Pontificio Istituto Orientale, Roma 2001. ISBN 88-7210-332-0.

(b) Historische Texte:
- Gabriele Winkler: Die Basilius-Anaphora. Edition der beiden armenischen Redaktionen und der relevanten Fragmente, Übersetzung …, Pontificio Istituto Orientale, Roma 2005, ISBN 88-7210-348-7. – Die ältere Redaktion trägt bei den Armeniern den Namen Gregors des Erleuchters.
- P. Ferhat: Denkmäler altarmenischer Messliturgie 1. Eine dem hl. Gregor von Nazianz zugeschriebene Liturgie. In: Oriens Christianus NS 1 (1911) 201–214.
- P. Ferhat: Denkmäler altarmenischer Messliturgie 2. Die angebliche Liturgie des Katholikos Sahaks. In: Oriens Christianus NS 3 (1913) 16–31.
- A. Baumstark: Denkmäler altarmenischer Messliturgie 3. Die armenische Rezension der Jakobusliturgie. In: Oriens Christianus NS 7–8 (1918) 1–32.
- A. Rücker: Denkmäler altarmenischer Messliturgie 4. Die Anaphora des Patriarchen Kyrillos von Alexandreia. In: Oriens Christianus 3. Ser. 1 (1927) 143–157.
- A. Rücker: Denkmäler altarmenischer Messliturgie 5. Die Anaphora des heiligen Ignatius von Antiochien. In: Oriens Christianus 3. Ser. 56–79.

Liturgiekommentare:
- Commentary on the Divine Liturgy by Xosrov Anjewacʿi. Translated with an introduction by S. Peter Cowe. St. Vartan Press. New York 1991, 263 S. ISBN 0-934728-23-2.
- Nerses de Lambron (1153–1192):  Explication de la Divine Liturgie. Trad. par Isaac Kéchichian. Dar el-Machreq, Beirut 2000, 360 S. ISBN 2-7214-6017-X.

Studien:
- V. Inglisian: Die armenische Meßliturgie. In: Th. Bogler (Hrsg.): Eucharistiefeiern der Christenheit. Maria Laach 1960, 30–39.
- F. Köckert: Sowrb Patarag – „Heiliges Opfer“. Texte und Untersuchungen zur Liturgie der Armenisch Apostolischen Orthodoxen Kirche. masch. Diss. Halle 1986. ULB Halle <87 H 83>
- Robert F. Taft: The Armenian „Holy Sacrifice (Surb Patarg)“ as a Mirror of Armenian Liturgical History. In: R. F. Taft (Hrsg.): The Armenian Christian Tradition. Pontificio Istituto Orientale, Roma 1997, 175–197. ISBN 88-7210-316-9
- Charles Renoux: La célébration de la parole dans le rite arménien avant le Xe siècle. In: A. M. Triacca – A. Pistoia (Hrsg.), L'eucharistie: célébration, rites, piétés. C.L.V.- Ed. Liturgiche, Roma 1995, 321–330.
- Gohar Haroutiounian: La christologie des anciennes anaphores arméniennes, Diss.  Paris IV-Sorbonne 2007.
- Gorun Shirikian: An Interpretation of the Holy Liturgy or Soorp Badarak of the Armenian Apostolic Orthodox Church.
- Diradur Sardaryan: Surb Patarag – Die Heilige Liturgie der Armenischen Apostolischen Kirche. Eine Einführung (= Studien zur Orientalischen Kirchengeschichte, Band 51), Lit, Berlin 2017, ISBN 978-3-643-13154-6.

Videos:
- Pontifical Divine Liturgy Celebrated by His Holiness Aram I of the Great House Cilicia
- Pontifical Celebration of the Divine Liturgy – His Holiness Karekin II, Supreme Patriarch and Catholicos of All Armenians (2017)

### Taufe, Firmung
Die armenische Initiationsliturgie verbindet Taufe, Firmung und den Empfang der ersten Kommunion in einer Feier. Ihre Gestalt beruht auf den liturgischen Gewohnheiten der altkirchlichen Erwachsenentaufe, die mit den nötigen Anpassungen auch auf zu taufende Kinder Anwendung finden.
Grundstruktur:
1. Katechumenat und zugehörige Riten (bei der Kindertaufe vereinfacht)
2. Feier
Am Kircheneingang
Vorbereitende Riten (Psalmen und Gebete)
Absage an den Bösen und Glaubensbekenntnis
Nach Einzug in die Kirche
Weihe des Öles
Weihe des Taufwassers
Taufbad (im Prinzip durch Unter- oder Eintauchen)
Postbaptismale Riten
Salbungen
Verehrung des Altares
Eucharistische Kommunion (auch bei der Kindertaufe)
Entlassung
Am Oktavtag
Ablegung der „Krone“ (Kopfbinde).
Texte und Literatur:
- Initiation chrétienne. 1: Rituels arméniens du baptême. Trad., introduits et annotés par Charles Renoux. Éd. du Cerf, Paris 1997. ISBN 2-204-05395-3.
- Gabriele Winkler: Das armenische Initiationsrituale. Entwicklungsgeschichtliche und liturgievergleichende Untersuchung der Quellen des 3. bis 10. Jahrhunderts. Pont. Inst. Studiorum Orientalium, Roma 1982.
- Lévon Zékian: I Sacramenti dell’iniziazione nell’Oriente cristiano, con particolare riguardo all’antica tradizione catechetica antiocheno-armena. In: Marcianum 3, 2007, 127–153; ISSN 1825-991X

Video:
- Erwachsenen-Taufe in der neuen Taufkapelle beim Patriarchat der Armenischen Kirche in Etschmiadsin. Aufgenommen am 1. August 2010

### Myronweihe
Myron ist ein mit zahlreichen duftenden Spezereien angereichertes Öl, das bei besonders hochrangigen sakramentlichen Handlungen benutzt wird. Seine feierliche Weihe erfolgt bei den Armeniern alle sieben Jahre durch einen Katholikos, in der Gegenwart sowohl durch den von Etschmiadsin als auch den von Kilikien. Jüngere Myronweihen wurden in Biqfaya (Libanon) am 18. Juli 2015 und in Etschmiadsin am 27. September 2015 vollzogen. Zum Zeichen der Kontinuität und Einheit wird dem neuen jeweils etwas vom früher geweihten Myron beigemischt, in jüngster Zeit auch etwas vom Myron des Geschwisterkatholikats.
- Hrant Papazian: Le Saint-Chrême arménien. Photographies en couleurs de l'auteur. Renkler Matbaası, Istanbul 1983.
- Erich Renhart: Das Heilige Myron. Die Ingredienzien nach alter griechischer und armenischer Tradition, in: Erich Renhart (Hrsg.): Arbeits- und Forschungsbericht aus dem Institut für Liturgiewissenschaft, Christliche Kunst und Hymnologie an der Karl-Franzens-Universität Graz. Manumedia Verlag Schnider, Graz 1999, 69–80.
- Bilderstrecke von der Myronweihe 2015 durch den Katholikos von Kilikien
- Tinatin Chronz: Die Feier der Myronweihe in der armenischen Kirche. Mit einer deutschen Übersetzung und liturgiehistorischen Beobachtungen. In: Oriens Christianus 101 (2018) 177–233 (mit D. Kölligan, H. Brakmann)

### Ordination
- Paul F. Bradshaw: Ordination Rites of the Ancient Churches of East and West. New York 1990.
- Claudio Gugerotti: La liturgia armena delle ordinazioni e l'epoca ciciliana. Esisti rituali di una teologia di comunione tra Chiese (Orientalia Christiana Analecta 264). Pont. Institutum Orientalium Studiorum, Roma 2001, ISBN 88-7210-330-4.
- Charles Renoux: L'ordination du catholicos arménien. In: A. M. Triacca – A. Pistoia (Hrsg.): Ordination et ministères. C.L.V. – Ed. Liturgiche, Roma 1996, 247–274.
- Abraham Terian: The Anathemas in the Armenian Ordination Euchologion. In: St. Nersess Theological Review 3, 1–2. 1998, 77–101.
- Mari Kristin Arat: Die Diakonissen der armenischen Kirche in kanonischer Sicht. Mechitharisten-Druckerei, Wien 1990.

### Mönchsweihe
- Michael Wawryk: Initiatio monastica in liturgia byzantina (Orientalia Christiana Analecta 180). Pont. Institutum Orientalium Studiorum, Roma 1968, S. 114–117.

### Salbung eines Königs
Für die Salbung und Krönung der kleinarmenischen Könige wurde 1198 eine Ordnung des römischen Ritus in das Armenische übersetzt und bearbeitet. In etwas vereinfachter Form wurde diese bis zur letzten Krönung eines armenischen Königs, 1466 in Vaspurakan, durch Katholikos Stephanos V. von Aghtamar benutzt.
- Ordre de la cérémonie du sacre du Roi, selon la grande Eglise romaine. In: Gh. M. Alishan: Léon le Magnifique. Venedig 1888, 327–336 (frz. Übersetzung).
- Peter Cowe: The Inauguration of the Cilician Coronation Rite and Royal Ideology. In: Armenian Review 45, 4 (1992) 49–59.
- D. Davt'yan: T'agavorōrhnek'i kanone hay ekełec'um (Kanon der Königsweihe in der armenischen Kirche), masch. Diss. Edschmiadsin 2000.
- Edda Vardanyan: Un Maštoc' d'ordination et de sacre royal du XVe siècle. In: Revue des Études Arméniennes 29 (2003/04) 167–233.
- Ioanna Rapti:  Featuring the King. Rituals of Coronation and Burial in the Armenian Kingdom of Cilicia. In: M. Parani – A. Beihammer – S. Konstantinou (Hrsg.): Court Ceremonies and Rituals of Power in Byzantium and the Medieval Mediterranean. Comparative Perspectives, Brill, Leiden 2013, 291–335.

### Kirchweihe
- Michael D. Findikyan: The Armenian ritual of the dedication of a church. A textual and comparative analysis of three early sources, in: Orientalia Christiana Periodica 64. 1998, 75–121.

### Buße
- Sacrement du Pardon dans l’Église Apostolique Arménienne. Traduit de l’arménien par Sahag Sukiasyan: www.eglise-armenienne.com.
- A. Raes: Les rites de la pénitence chez les Arméniens. In: Orientalia Christiana Periodica 13 (1947) 648–655.
- E. Carr: Penance among the Armenians. Notes on the history of its practice and its theology. In: Studia Liturgica 11 (1976) 65–100.

### Eheschließung
Texte:
- A. Raes: Le mariage dans les Églises d'Orient. Éditions de Chevetogne 1958, 69–101 (armenisch-katholischer Text, nach dem Maštoc’-Druck der Wiener Mechitaristen von 1905, französisch).
- Armenian Wedding Service (englische Übersetzung)

Studien:
- Charles Renoux: Le mariage arménien dans les plus anciens rituels, In: A. M. Triacca – A. Pistoia (Hrsg.): Le mariage. C.L.V. – Ed. Liturgiche, Roma 1994, 298–305.
- Michael Findikyan: Old Testament Readings in the Liturgy of Matrimony of the Armenian Apostolic Orthodox Church, In: St. Vladimir's Theological Quarterly 33/1 (1989) 86–93.
- F. Van de Paverd: Forme celebrative del matrimonio nelle Chiese orientali. In: La celebrazione del matrimonio cristiano. Atti della V settimana dei professori italiani di Liturgia. EDB, Bologna 1977, 11–116. Ohne ISBN.

### Krankensalbung
Eine kirchenamtliche Krankensalbung wurde lange nicht gepflegt. Im Königreich Kleinarmenien verwendeten manche Priester die griechische, manche die lateinische Ordnung. Die Synode von Sis 1342 beschloss (quantum possumus) Angleichung an die Praxis der Kirche von Rom.

### Begräbnis
Bekannt sind unterschiedliche liturgische Ordnungen für das Begräbnis von (1) Klerikern, (2) Mönchen und (3) Laien. Eine eigene Ordnung für das Begräbnis ungetaufter Kinder ist seit Ende 13. Jh. bezeugt; in der Neuzeit wird er für die Beisetzung getaufter Kinder verwendet.
(1) Der Ritus für die Beisetzung eines Priesters weist eine reichere Leseordnung und ein entfaltetes Zeremoniell auf. Nach der Totenwache wird der Verstorbene in der Kirche aufgebahrt, die Bahre dann zur Abschiednahme an verschiedene Stellen der Kirche niedergelegt. Höhepunkt der Feier ist die Salbung des Leichnams mit Myron und die Verabschiedung des Toten durch seine Amtsbrüder.
(2) Der Ritus für Mönche scheint von der Ordnung des Laienbegräbnisses abhängig. Für den Verstorbenen wird kein Gottesdienst in der Kirche abgehalten. Nach der Totenwache im Sterbehaus wird der Tote sogleich zum Friedhof getragen und in seinem Habit bestattet.
(3) Der Ritus für Laien besteht aus: (a) Leichenpflege und Totenwache im Sterbehaus; (b) Überführung des Leichnams vor das Kirchenportal, dort Gebetsgottesdienst und rituelle Verabschiedung; (c) Prozession und Friedhof und Bestattung.
- Andrea B. Schmidt: Der Kanon der Entschlafenen. Das Begräbnisritual der Armenier. Der altarmenische Bestattungsritus für die Laien (Orientalia Biblica et Christiana 5). Harrassowitz, Wiesbaden 1994. ISBN 3-447-03539-0
- Giuseppe Munarini: Canone degli inni funebri della Chiesa armena. In: Bazmavep 160 (2002) 297–323; 161 (2003) 315–345; 162 (2004) 238–289.

## Tagzeiten
- Breviarium Armenium sive dispositio communium Armeniacae Ecclesiae precum. Nunc primum in Latinam lingua translatum. Venetiis. In Insula Sancti Lazzari 1908.
- The Book of Hours or The Order of Common Prayers at the Armenian Apostolic Orthodox Church. Matins, Prime, Vespers and Occasional Offices. Ouzoonian House. Evanston, Ill. 1964.
- Robert F. Taft,  The Liturgy of the Hours in East and West. The Origins of the Divine Office and its Meaning for Today. 2nd Edition. The Liturgical Press, Collegeville 1993.
- Michael Daniel Findikyan. The Commentary on the Armenian Daily Office by Bishop Step‛anos Siwnec‛i († 735). Critical Edition and Translation with Textual and Liturgical Analysis(OCA 270). Pont. Ist. Orient., Roma 2004. ISBN 88-7210-343-6
- Giuseppe Munarini: Le Ore di Terza, Sesta e Nona nel rito armeno. In: Bazmavep 165 (2007) 398–438.

## Feste und Festzeiten

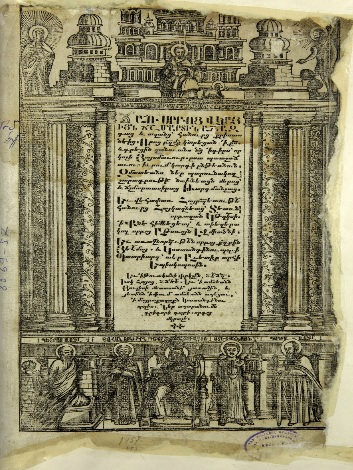
Armenisches Synaxarion, Druck: Konstantinopel 1706

- Cesare Tondini Di Quarenghi: Notice sur le calendrier liturgique de la nation arménienne. In: Bessarione II 10 (1906) 275–294.
- Tiran Petrosyan: Die liturgischen Reformen von Katholikos Simeon I. Erewanc'i (1763-1780): Liturgisches Jahr und Kalendarium der Armenischen Kirche, Diss. Wien 2009 (ungedruckt).

### Ostern und Osterzeit
- Charles Renoux: Le Triduum Pascal dans le rite arménien et les Hymnes de la Grande Semaine. In: Revue des Études Arméniennes 7 (1970) 55–122 (mit frz. Übersetzung der Hymnen).
- Charles Renoux: Le Triduum Pascal dans le rite arménien. Histoire et symbolisme. In: Revue des Études Arméniennes (1970) 123–175.
- Charles Renoux: Le canon de la Pentecôte dans l'hymnaire arménien. In: Mémorial Mgr G. Khouri-Sarkis. Louvain 1969, 83–88.
- Charles Renoux: Un rite pénitentiel le jour de la Pentecôte ? L'Office de la génuflexion dans la tradition arménienne. Mechitharisten-Buchdruckerei Wien 1973.

### Epiphanie
Das Fest des 25. Dezember („Weihnachten“) wurde von den Armeniern nicht übernommen. Geburt und Erscheinung (Epiphanie) des Herrn werden daher weiterhin gemeinsam am 6. Januar begangen.
- Charles Renoux: L'Annonciation du rite arménien et l'Épiphanie. In: Orientalia Christiana Periodica 71 (2005) 315–342.
- Giuseppe Munarini: Canone della benedizione delle acque [nel giorno de Natale-Epifania di Nostro Signor Gesù Cristo nella Chiesa Armena (6 Gennaio)]. In: Bazmavep 163 (2005) 227–265.

### Andere Feste
- Charles Renoux: La fête de la Transfiguration et le rite arménien. In: Mens concordet Voci, Festschrift A. G. Martimort. Paris 1983, 652–662.
- Charles Renoux: L'Annonciation du rite arménien et l'Épiphanie. In: Orientalia Christiana Periodica 71 (2005) 315–342.
- Michael Daniel Findikyan: Armenian Hymns of the Church and the Cross. In: St. Nersess Theological Review 11 (2006) 62–104; ders.: Armenian Hymns of the Holy Cross and the Jerusalem Encaenia. In: Revue des Études Arméniennes 32 (201) 25–58.

## Gewänder und Geräte
- J. Muyldermans: Le costume liturgique arménien. Étude historique. In: Le Muséon 39 (1926) 253–354.
- Edda Vardanyan: Un Maštoc’ d'ordination et de sacre royal du XVe siècle. In: Revue des Études Arméniennes NS 29 (2003/04), 167–233, bes. 188f (Gewänder des Katholikos).

## Liturgische Sammlungen
- Maštoc’, Gebetbuch, Euchologion
- Žamagirk’, Stundenbuch, Horologion
- Scharaknoz, Hymnarium
- Haysmavurk, Synaxarion[4]
- Čaṙēntir, Homiliar

## Allgemeine Literatur
in der Reihenfolge des Erscheinens
- Frederick Cornwallis Conybeare: Rituale Armenorum, being the administration of the sacraments and the breviary rites of the Armenian church. Clarendon Press, Oxford 1905. Nachdrucke: Elibron Classics 2002, ISBN 1-4021-6536-6 und Olms, Hildesheim 2004, ISBN 3-487-12553-6.
- Malachia Ormanian: A Dictionary of the Armenian Church. St. Vartan Press, New York 1984 (Nachdruck 2006), ISBN 0-934728-12-7 (liturgisches Wörterbuch).
- Erich Renhart, Jasmine Dum-Tragut (Hrsg.): Armenische Liturgien. Ein Blick auf eine ferne christliche Kultur. Schnider, Graz und Salzburg 2001, ISBN 3-902020-10-5.
- Roberta R. Ervine (Hrsg.): Worship Traditions in Armenia and the Neighboring Christian East. St Vladimir's Seminary Press, Crestwood, N.Y. 2006, ISBN 0-88141-304-6.